# Троицкое (Попаснянский район)
Троицкое (укр. Троїцьке) — село, относится к Попаснянскому району Луганской области Украины.

## География
Село расположено на реке Лугани.

## Население
Население согласно переписи 2001 года составляло 1415 человек, из числа которых 86,01 % указали родным языком украинский, 13,92 % — русский,  0,07 % — белорусский.

## Общие сведения
Почтовый индекс — 93354. Телефонный код — 6474. Занимает площадь 17,989 км². Код КОАТУУ — 4423885201.

## Прославленные уроженцы
В селе родились Герой Социалистического Труда Ефим Лукьяненко и Герой Советского Союза Василий Павлович Кузьминов.

## Местный совет
93354, Луганская обл., Попаснянский р-н, с. Троицкое, пер. Парижской Коммуны, 1.